# Crash Nitro Kart
Crash Nitro Kart är ett racingspel som är utvecklat av Vicarious Visions för Playstation 2, Nintendo Gamecube, Xbox, Game Boy Advance och N-Gage. Spelet släpptes 2003 i Europa. Crash Nitro Kart är det sjunde spelet i Crash Bandicoot-serien.